# Rugul aprins (film)
Rugul aprins este un miniserial HBO în trei părți regizat de Agnieszka Holland.
Filmul tematizează autoincendierea studentului Jan Palach în semn de protest față de Invazia Cehoslovaciei din anul 1968.